# 찾아라! 맛있는 TV
《찾아라! 맛있는 TV》는 2001년 11월 10일부터 2016년 4월 2일까지 방송된 요리 전문 예능 프로그램이다.

## 방송 시간
| 방송 채널 | 방송 기간                          | 방송 시간                            | 방송 분량  |
| --------- | ---------------------------------- | ------------------------------------ | ---------- |
| MBC TV    | 2001년 11월 10일 ~ 2002년 3월 30일 | 매주 토요일 오전 11시 15분 ~ 낮 12시 | 45분       |
| MBC TV    | 2002년 4월 6일                     | 토요일 오전 11시 15분 ~ 낮 12시 10분 | 55분       |
| MBC TV    | 2002년 4월 13일 ~ 2004년 10월 2일  | 매주 토요일 오전 11시 5분 ~ 낮 12시  | 55분       |
| MBC TV    | 2004년 10월 16일 ~ 2005년 4월 16일 | 매주 토요일 오전 11시 ~ 낮 12시      | 1시간      |
| MBC TV    | 2009년 3월 28일                    | 매주 토요일 오전 11시 ~ 낮 12시      | 1시간      |
| MBC TV    | 2009년 4월 11일 ~ 2016년 4월 2일   | 매주 토요일 오전 11시 ~ 낮 12시      | 1시간      |
| MBC TV    | 2005년 4월 23일 ~ 2005년 10월 22일 | 매주 토요일 오전 10시 50분 ~ 낮 12시 | 1시간 10분 |
| MBC TV    | 2005년 11월 5일 ~ 2007년 5월 19일  | 매주 토요일 오전 10시 55분 ~ 낮 12시 | 1시간 5분  |
| MBC TV    | 2007년 5월 26일 ~ 2009년 3월 21일  | 매주 토요일 아침 9시 ~ 9시 55분      | 1시간 5분  |
| MBC TV    | 2009년 4월 4일                     | 토요일 오전 11시 35분 ~ 낮 12시 35분 | 1시간      |

## 진행자

### 진행자
- 김호진
- 차예린
- 손호영
- 홍진영

### 코너 출연자
- 강레오
- 유성남

### 과거 출연자
- 장수원
- 신보라

### 역대 진행자
- 이재용, 정선희 (2001년 11월 10일 ~ 2006년 4월 29일)
- 신동호, 정선희 (2006년 5월 13일 ~ 2007년 3월 3일)
- 오상진, 정선희 (2007년 3월 10일 ~ 2008년 6월 7일)
- 오상진, 솔비 (2008년 6월 14일)
- 오상진, 박정아 (2008년 6월 21일)
- 오상진, 박경림 (2008년 6월 28일 ~ 2008년 12월 20일)
- 오상진, 신지 (2008년 12월 27일 ~ 2009년 1월 3일)
- 김한석, 신지 (2009년 1월 10일 ~ 2009년 1월 17일)
- 오상진, 신지 (2009년 1월 24일 ~ 2009년 1월 31일)
- 오상진, 고나은 (2009년 2월 7일 ~ 2009년 2월 14일)
- 오상진, 최은경 (2009년 2월 21일 ~ 2009년 10월 17일)
- 오상진, 송은이 (2009년 10월 24일 ~ 2010년 7월 31일)
- 오상진, 조혜련 (2010년 8월 7일 ~ 2011년 5월 28일)
- 오상진 (2011년 6월 4일 ~ 6월 25일)
- 오상진, 채연 (2011년 7월 2일)
- 오상진 (2011년 7월 9일 ~ 11월 26일)
- 오상진, 강성연 (2011년 12월 3일 ~ 2012년 1월 21일)
- 강성연 (2012년 2월 11일 ~ 4월 28일)
- 이현우, 권오중, 줄리엔 강 (2012년 5월 5일 ~ 2012년 10월 27일)
- 차예린, 양희은, 김호진, 김나영 (2012년 11월 3일 ~ 2014년 12월 27일)
- 차예린, 김호진, 신보라, 맹기용 (2015년 1월 3일 ~ 2015년 10월 24일)

## 현재 진행 코너
- The 맛 : 매주 특정한 주제를 정하고, 그 주제에 맞는 맛집을 네 군데 찾아 음식을 맛본 뒤 가장 맛있는 음식의 식당을 꼽는 코너
- 장수원의 식탐 일기, 맛 괜찮아요? : 장수원이 여러 식당에서 음식을 맛본 뒤 평가를 내리는 코너
- 솥단지 : 전국 다양한 중년 여성들의 집을 돌아다니며, 고향의 맛을 찾아 떠나는 코너

## 옛날 진행 코너
- 테마요리 맛3 : 매주 테마에 어울리는 맛집을 찾아서, 가장 훌륭한 맛집 3곳을 알려주는 코너이다.
- 음식 대 격돌 맛10(7) : 매주 음식의 주제를 알려주고 그에 맞는 맛집에 대해서 랭킹으로 알려주는 코너이다.
- 스타 맛집 : 스타가 자주 찾는 단골맛집에서의 토크로 구성되어있다, 그 뒤 스타 데이트란 코너라는 제목으로 바꾸어서 오랫동안 방영했던 코너이다.
- 와우! 맛있는 지구 : 세계 곳곳의 이색 맛집이나, 음식을 소개하는 코너이다.
- 숨은 맛 찾기 : 한국 곳곳의 숨겨진 맛을 알려주는 코너이다.
- 대동 맛지도 : 개그맨 장재영과 이우제가 대한민국 방방곡곡을 돌아다니며 한국 음식을 탐방하는 시간.
- 기찬음식 : 정원관과 이경제가 어느 한 식품에 대한 정보를 알려주는 시간이다.

(그외에도 많은 코너들이 있었지만, 맛집 탐방이나, 음식 탐방 코너 컨셉은 변함이 없었다.)

## 일부 지역 자체 방송
- 찾아라! 맛있는 TV는 각각의 10개의 지역MBC는 자체방송 관계로 방송되지 않으며, 프로그램 방영 담당국(제작국)인 전주MBC, 광주MBC, 여수MBC, 대구MBC, 울산MBC, MBC경남 창원방송, 대전MBC 등이 7개 지역MBC만이 자체방송 없이 그대로 방송한다. 다음 지역MBC 프로그램은 오전 11시부터 방송된다.

| 방송국           | 방송 권역                                            | 프로그램 타이틀         |
| ---------------- | ---------------------------------------------------- | ----------------------- |
| 춘천MBC          | 강원도 영서 북부 지방                                | 동네방네                |
| 원주MBC          | 강원도 영서 남부 지방                                | 맛깔 세상               |
| MBC강원영동      | 강원도 영동 지방(울릉도 제외)                        | 시간여행, 강원          |
| 청주MBC, 안동MBC | 충청북도 중남부 지역, 경상북도 북부지역(울진군 제외) | 특명! 호기심 해결       |
| 충주MBC          | 충청북도 북부지역                                    | 살맛나는 세상           |
| 목포MBC          | 전라남도 서남부 지역                                 | TV탐험! 인사이드 지구촌 |
| 포항MBC          | 경상북도 동부지역, 울릉도                            | 사람, 산                |
| 부산MBC          | 부산광역시, 경상남도 양산시                          | MBC 스포츠 중계석       |
| MBC경남 진주방송 | 경상남도 서부지역                                    | MBC 가요베스트          |
| 제주MBC          | 제주특별자치도                                       | 테마기행 길             |

## 같이 보기
관련 항목
- 요리
- 음식

방송 프로그램
- 한식탐험대 (KBS 시사교양본부 제작)
- 한국인의 밥상 (KBS 1TV)
- 신상출시 편스토랑, 백종원 클라쓰 (KBS 2TV)
- 최고의 요리 비결 (EBS 1TV)
- 백파더: 요리를 멈추지 마!, 볼빨간 신선놀음, 로컬 식탁 (MBC TV)
- 결정 맛대맛, 백종원의 골목식당, 맛남의 광장, 식자회담 - 국가발전 프로젝트 (SBS TV)
- 우리가 아는 맛-알토란 (MBN)
- 식객 허영만의 백반기행 (TV조선)
- 삼시세끼, 백패커 (tvN)
- 맛있는 녀석들 (iHQ)
- 노중훈의 여행의 맛 (MBC 표준FM)